# Campeonato Roraimense de Futebol de 2021
 O Campeonato Roraimense de Futebol de 2021 foi a 66.ª edição do futebol do estado de Roraima e a 26ª desde que se tornou profissional. O Campeonato foi organizado pela Federação Roraimense de Futebol e começou em 1º de maio. Essa edição contou com seis clubes. O campeão ganhará vaga na Copa do Brasil de 2022, Copa Verde de 2022 e os dois primeiros colocados disputarão a Série D de 2022. Os jogos foram disputados na capital Boa Vista, no  Estádio Canarinho.

## Regulamento
No primeiro turno, as cinco equipes jogam entre si, em rodadas duplas, e os dois mais bem colocados se enfrentam na decisão.  No segundo turno, as equipes voltam a jogar entre si, com os dois mais bem colocados em pontos novamente se enfrentando na decisão. Os dois melhores em cada chave avançam para a semifinal e, os finalistas disputam o título do segundo turno. Em ambas as finais de turno o melhor colocado terá a vantagem do empate. O vencedor do primeiro turno decidirá com o vencedor do segundo turno o título da competição. Caso um mesmo time vença ambos os turnos, automaticamente será declarado campeão roraimense de 2022.

### Critério de desempate
Os critério de desempate foram aplicados na seguinte ordem:
1. Confronto direto;
2. Menor número de gols sofridos;[2].
3. Maior número de gols pró (marcados);
4. Sorteio

## Equipes participantes
| Atlético Náutico GAS Rio Negro S.Raimundo Localização da sede dos clubes no estado. | Atlético Náutico GAS Rio Negro S.Raimundo Localização da sede dos clubes no estado. | Atlético Náutico GAS Rio Negro S.Raimundo Localização da sede dos clubes no estado. | Atlético Náutico GAS Rio Negro S.Raimundo Localização da sede dos clubes no estado. | Atlético Náutico GAS Rio Negro S.Raimundo Localização da sede dos clubes no estado. | Atlético Náutico GAS Rio Negro S.Raimundo Localização da sede dos clubes no estado. | Atlético Náutico GAS Rio Negro S.Raimundo Localização da sede dos clubes no estado. |
| ----------------------------------------------------------------------------------- | ----------------------------------------------------------------------------------- | ----------------------------------------------------------------------------------- | ----------------------------------------------------------------------------------- | ----------------------------------------------------------------------------------- | ----------------------------------------------------------------------------------- | ----------------------------------------------------------------------------------- |